# Kuhlmann
Établissements Kuhlmann is een voormalig Frans chemieconcern.

## Geschiedenis
Het bedrijf werd opgericht door de Franse chemicus Frédéric Kuhlmann, die in 1825 te Loos begon met een zwavelzuurfabriek. Deze werkte volgens het lodenkamerproces. In 1829 volgde een sodafabriek die gebruik maakte van het Leblancproces. In 1833 werd in de zwavelzuurfabriek het contactproces ingevoerd, waarmee Kuhlmann één der eersten ter wereld was.
In 1838 vond Kuhlmann een methode uit om salpeterzuur te bereiden door middel van de oxidatie van ammoniak, waarbij als tussenstap stikstofmonoxide werd gevormd. Aangezien de grondstof ammoniak in die tijd duur was, daar het uit salpeter moest worden bereid, bleek een grootschalige industriële productie niet mogelijk. Pas in 1901 werd het proces heruitgevonden door Wilhelm Ostwald en vanaf 1906 grootschalig toegepast in Duitsland. Dit proces wordt Ostwaldproces of ook wel Kuhlmann-Ostwaldproces genoemd.
Begin 20e eeuw fuseerde Kuhlmann met het metallurgieconcern Ugine tot Ugine-Kuhlmann. Ugine bestond vanaf midden 19e eeuw, had zijn hoofdzetel in Savoie, en was gespecialiseerd in roestvast staal en speciale legeringen. Ugine-Kuhlmann fuseerde in 1971 met het aluminiumconcern Pechiney tot Pechiney-Ugine-Kuhlmann (PUK). Dit door fusie ontstane concern kwam al spoedig in moeilijkheden. De chemiesector werd in delen verkocht en de staalsector werd ondergebracht bij Usinor-Sacilor, waarvan het, als Ugine Aciers een zelfstandige divisie ging uitmaken.
De chemiedivisie werd in 1972 gebundeld in Produits Chimiques Ugine-Kuhlman (PCUK). Dit werd in 1983 opgenomen in Atochem, dat een onderdeel ging uitmaken van Elf Aquitaine.  In 1992 werd de naam dan ook veranderd in Elf Atochem. In 2004 volgde weer een herschikking, waarbij Arkema ontstond. Hierin waren de chemie-activiteiten van Total ondergebracht.